# Tyrone Mings
Tyrone Deon Mings (Bath, 13 de março de 1993) é um futebolista inglês que atua como zagueiro. Atualmente joga pelo Aston Villa, clube da Premier League, e pela Seleção Inglesa.
Após 8 anos na formação do Southampton, Mings começou a sua carreira jogando futebol amador pelo Yate Town. Em 2012, assinou pelo Chippenham Town, clube semi-profissional da Southern Football League. Em dezembro de 2012, assinou pelo Ipswich Town, do Championship, estreando-se na última jornada da temporada 2012–13. Após mais 2 épocas no Ipswich, assinou pelo Bournemouth, em 2015, estreando-se na Premier League em agosto desse ano. Em janeiro de 2019, foi emprestado ao Aston Villa até ao final da temporada 2018-19, ajudando o clube a conquistar a promoção à Premier League nos play-offs do Championship. Mings assinou permanentemente pelo Aston Villa em julho de 2019.
Mings foi convocado pela primeira vez para a seleção sénior de Inglaterra em agosto de 2019, estreando-se em em outubro desse ano. Em junho de 2021, Mings foi um dos 26 jogadores ingleses selecionados para o Euro 2020.

## Carreira Clubística

### Início de carreira
Mings nasceu em Bath, Avon, filho do ex-futebolista Adie Mings. Em 2001, com 8 anos de idade, Mings ingressou na formação do Southampton, mas foi dispensado em 2009 após cortes orçamentais do clube. Posteriormente, frequentou a escola Millfield, em Somerset, por 2 anos, com uma bolsa de estudos de futebol.
Após se formar, Mings participou num jogo de teste pelo Eastleigh contra as Ilhas Malvinas, mas o clube não lhe ofereceu um contrato. Mings assinou, então, pelo Yate Town, clube amador de Gloucestershire. No verão de 2012, considerou desistir do futebol, mas acabou por ser contratado pelo Chippenham Town, clube semi-profissional que atuava na Southern League Premier Division. Não sendo futebolista a tempo inteiro, trabalhou também como barman e consultor de hipotecas.

### Ipswich Town
Em dezembro de 2012, após um curto período à experiência, Mings assinou pelo Ipswich Town, clube do Championship, em troca de 10.000 libras e a promessa de disputar um amigável contra o Chippenham na pré-época seguinte. A 4 de maio de 2013, Mings estreou-se pelo Ipswich, na última jornada da temporada 2012–13, contra o Burnley. O clube terminou a época em 14º lugar.
No início da temporada 2013–14, Mings jogou maioritariamente como lateral-esquerdo, sendo 2ª opção atrás de Aaron Cresswell. No primeiro jogo da época foi titular, devido à suspensão de Cresswell. A 4 de janeiro de 2014, Mings jogou a lateral-direito, num jogo da Taça de Inglaterra contra o Preston. Nessa época, jogou 18 partidas - 6 a titular e 12 como suplente -, com o Ipswich a terminar em 9º lugar no Championship.

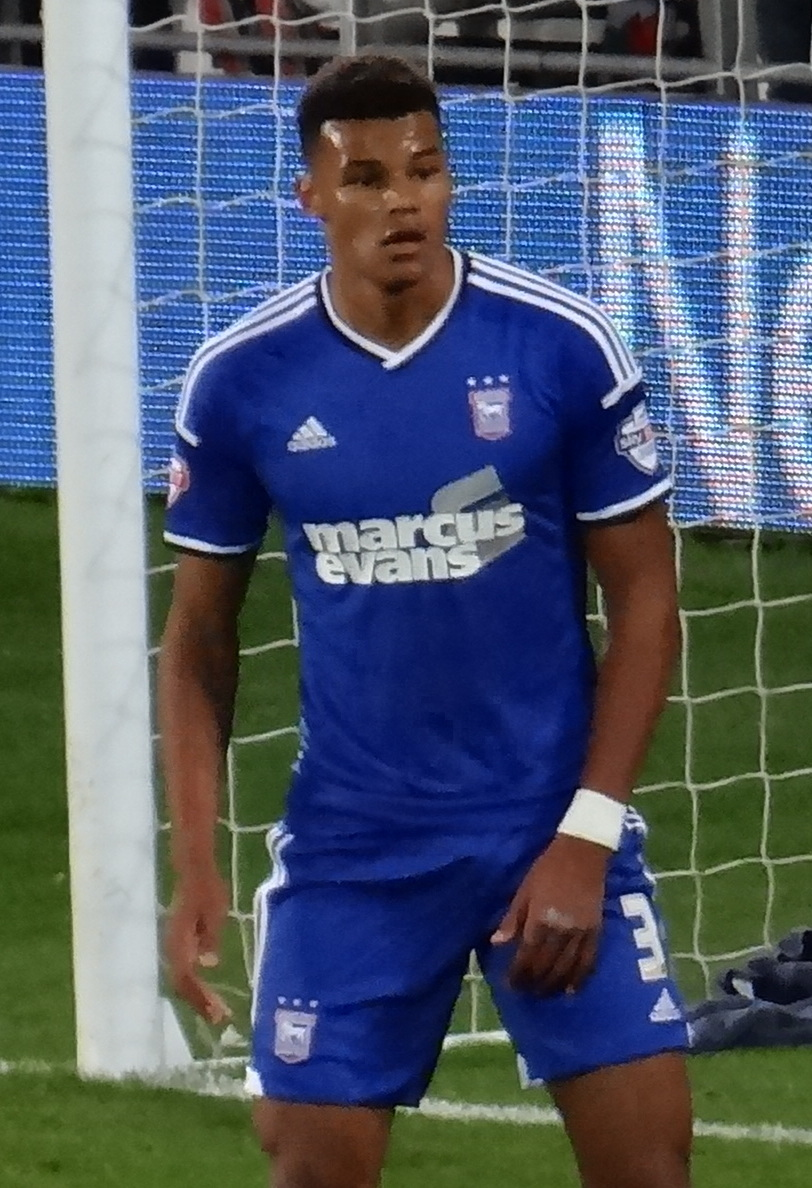
Mings a jogar pelo Ipswich Town em 2014

Após a transferência de Aaron Cresswell para o West Ham, em julho de 2014, Mings passou a usar a camisola 3. No entanto, ofereceu-se para reembolsar dois adeptos que tinham comprado a sua camisola antiga, ainda com o número 15. No último dia do mercado de transferências do verão de 2014, o Crystal Palace fez uma oferta de 3 milhões de libras por Mings, que o Ipswich recusou. A 20 de setembro de 2014, Mings renovou contrato com o clube por mais 3 anos.
Mings começou a temporada 2014–15 como lateral-esquerdo titular, desde o primeiro jogo da época - uma vitória por 2–1 sobre o Fulham. Ao longo da temporada, foi-se assumindo como uma peça fundamental da equipa. A 10 de outubro de 2014, Mings recebeu o prémio de Jogador do Mês do Championship para setembro. O seu primeiro golo pelo Ipswich surgiu a 24 de fevereiro de 2015, o primeiro numa vitória em casa por 4–2 sobre o Birmingham. Nessa temporada, Mings fez 44 jogos em todas as competições, marcando 1 golo. O Ipswich terminou em 6º lugar no campeonato, qualificando-se para os play-offs de promoção, onde foi eliminado pelo Norwich.

### AFC Bournemouth
A 26 de junho de 2015, Mings assinou pelo Bournemouth, recém-promovido à Premier League, assinando um contrato de 4 anos, por um valor a rondar os 8 milhões de libras.
Mings estreou-se na Premier League a 29 de agosto de 2015, num empate por 1–1 frente ao Leicester. Entrou como suplente ao intervalo, no entanto, sofreu uma lesão no joelho após 6 minutos de jogo. A 3 de setembro de 2015, foi confirmado que tal lesão o afastaria dos relvados por 9 a 12 meses. A 13 de dezembro de 2016, 15 meses depois, voltou a jogar na Premier League, entrando como substituto numa vitória por 1–0 sobre, curiosamente, o Leicester, na altura campeão inglês em título.
A 8 de março de 2017, Mings foi banido por 5 jogos, após pisar Zlatan Ibrahimović na cara, num empate por 1–1 frente ao Manchester United.

### Aston Villa
A 31 de janeiro de 2019, Mings foi emprestado ao Aston Villa, que se encontrava no Championship, até ao final da temporada 2018–19. A 2 de fevereiro, estreou-se contra o Reading. A partida gerou polémica após Mings pisar o rosto de Nélson Oliveira após uma disputa de bola. O avançado português viu-se forçado a abandonar o campo com cortes profundos na testa e nariz. Posteriormente, Mings pediu desculpa, insistindo que não fora intencional. Como o árbitro Geoff Eltringham viu o incidente e o considerou acidental, nenhuma ação disciplinar foi tomada contra o defesa.
Mings marcou o seu primeiro golo pelo Aston Villa no seu segundo jogo, a 8 de fevereiro de 2019, aos 82 minutos, em casa, contra o Sheffield United. Os Villains perdiam por 3–0, mas o golo de Mings inspirou uma reviravolta tardia, com a partida a terminar 3–3. Apesar do mau momento de forma do Villa na altura da sua chegada, Mings rapidamente se tornou uma peça fundamental da equipa e um dos favoritos dos fãs. Após Jack Grealish recuperar de uma lesão, o Aston Villa venceu 10 partidas consecutivas, com Minfs a marcar o golo da vitória no 5º desses jogos, uma vitória por 2–1 sobre o Blackburn Rovers. Graças a esta sequência de resultados, o clube terminou a época em 5º lugar, qualificando-se para os play-offs de promoção. A 27 de maio de 2019, Mings jogou na final dos play-offs, com o Villa a derrotar o Derby County por 2–1 e a garantir a promoção à Premier League.
O Aston Villa contratou Mings permanentemente a 8 de julho de 2019, por uma taxa inicial de 20 milhões de libras, mas que poderia alcançar os 25 milhões devido a bónus.
Durante a pandemia COVID-19, após o Governo Britânico anunciar a retomada dos desportos e a Premier League anunciar o regresso da competição a partir de 17 de junho de 2020, Mings afirmou que os jogadores foram os últimos a serem consultados sobre o assunto, tendo sido tratados como "mercadorias".
A 21 de setembro de 2020, Mings renovou contrato com o Aston Villa por 4 anos. Após a transferência de Jack Grealish para o Manchester City, Mings foi eleito novo capitão do clube, a 14 de agosto de 2021.
A 27 de julho de 2022, foi anunciado que Steven Gerrard, então treinador do Aston Villa, havia retirado a braçadeira de capitão a Mings, entregando-a a John McGinn. Gerrard afirmou que a decisão iria permitir a Mings concentrar-se no seu futebol, sem a pressão adicional de ser capitão. Mings explicou não ter problemas com a decisão, querendo apenas o melhor para o clube.

## Carreira Internacional
Embora nascido em Inglaterra, Mings era elegível para a seleção de Barbados, pátria dos seus avós paternos. O seu pai, Adie, também havia recusado uma convocatória de Barbados durante a sua carreira como jogador.
Mings foi convocado pela primeira vez por Inglaterra em agosto de 2019, para os jogos de qualificação para o Euro 2020 contra Bulgária e Kosovo. Mings realizou o seu primeiro jogo pela seleção em outubro de 2019, numa vitória por 6–0 sobre a Bulgária, jogando os 90 minutos. A partida ficou marcada por cânticos racistas proferidos pelos adeptos búlgaros. Harry Kane, capitão inglês, apercebendo-se de tal, informou Mings, que denunciou a situação ao árbitro.
Em junho de 2021, Mings foi um dos 26 convocados por Inglaterra para o Euro 2020. Foi titular no primeiro jogo do torneio, a 13 de junho, numa vitória por 1–0 sobre a Croácia, em Wembley. Na partida seguinte, a 18 de junho, foi novamente titular, num empate por 0–0 frente à Escócia. No último jogo da fase de grupos, a 22 de junho, entrou como substituto na 2ª parte, numa vitória por 1–0 sobre a Chéquia. Inglaterra terminou em 1º lugar no Grupo D, avançando para a fase a eliminar do torneio.
Após Inglaterra ser derrotada na final do torneio por Itália, através de grandes penalidades, três jogadores ingleses - Marcus Rashford, Jadon Sancho e Bukayo Saka - foram vítimas de insultos racistas online, após falharem os seus penáltis. A Secretária de Estado do Interior britânica, Priti Patel, tuítou que se sentia "enojada" por tal coisa acontecer. Mings respondeu-lhe no Twitter, acusando-a de encorajar comportamentos racistas por parte dos adeptos, visto que a mesma tinha previamente criticado o facto de os jogadores se ajoelharem antes do apito inicial, numa mensagem anti-racismo, e afirmado que os adeptos tinham o direito de vaiar tal atitude.
A 15 de novembro de 2021, Mings marcou o seu primeiro golo internacional, numa vitória por 10–0 sobre San Marino, na qualificação para o Mundial 2022.

## Vida Pessoal
Tyrone Mings é filho de Adie Mings, ex-ponta de lança dos clubes amadores Bath City e Gloucester City, que atualmente trabalha como olheiro do Manchester City.
Em 2013, o Clube de Adeptos do Ipswich Town louvou Mings pela sua caridade, após ele passar o dia de Natal alimentando sem-abrigos e por, após lhe ter sido atribuída a camisola nº 3 pelo clube, ter reembolsado os adeptos que compraram a sua camisola com o número antigo. Mings criou a sua própria academia de futebol, chamada The Tyrone Mings Academy, com sede em Birmingham, destinada a crianças entre os 6 e 16 anos.
Mings é um dos propretários de um uma empresa de design de interiores em Bournemouth.

## Estatísticas de Carreira

### Clube
- Atualizado até 28 de maio de 2023

| Clube              | Temporada         | Campeonato                       | Campeonato | Campeonato | FA Cup | FA Cup | EFL Cup | EFL Cup | Outros | Outros | Total | Total |
| Clube              | Temporada         | Divisão                          | Jogos      | Golos      | Jogos  | Golos  | Jogos   | Golos   | Jogos  | Golos  | Jogos | Golos |
| ------------------ | ----------------- | -------------------------------- | ---------- | ---------- | ------ | ------ | ------- | ------- | ------ | ------ | ----- | ----- |
| Chippenham Town    | 2012–13           | Southern League Premier Division | 10         | 0          | 0      | 0      | —       | —       | 3      | 0      | 13    | 0     |
| Ipswich Town       | 2012–13           | Championship                     | 1          | 0          | 0      | 0      | —       | —       | —      | —      | 1     | 0     |
| Ipswich Town       | 2013–14           | Championship                     | 16         | 0          | 2      | 0      | 0       | 0       | —      | —      | 18    | 0     |
| Ipswich Town       | 2014–15           | Championship                     | 40         | 1          | 2      | 0      | 0       | 0       | 2      | 0      | 44    | 1     |
| Ipswich Town       | Total             | Total                            | 57         | 1          | 4      | 0      | 0       | 0       | 2      | 0      | 63    | 1     |
| AFC Bournemouth    | 2015–16           | Premier League                   | 1          | 0          | 0      | 0      | 1       | 0       | —      | —      | 2     | 0     |
| AFC Bournemouth    | 2016–17           | Premier League                   | 7          | 0          | 1      | 0      | 1       | 0       | —      | —      | 9     | 0     |
| AFC Bournemouth    | 2017–18           | Premier League                   | 4          | 0          | 0      | 0      | 1       | 0       | —      | —      | 5     | 0     |
| AFC Bournemouth    | 2018–19           | Premier League                   | 5          | 0          | 0      | 0      | 2       | 0       | —      | —      | 7     | 0     |
| AFC Bournemouth    | Total             | Total                            | 17         | 0          | 1      | 0      | 5       | 0       | 0      | 0      | 23    | 0     |
| Aston Villa (emp.) | 2018–19           | Championship                     | 15         | 2          | —      | —      | —       | —       | 3      | 0      | 18    | 2     |
| Aston Villa        | 2019–20           | Premier League                   | 33         | 2          | 0      | 0      | 3       | 0       | —      | —      | 36    | 2     |
| Aston Villa        | 2020–21           | Premier League                   | 36         | 2          | 0      | 0      | 1       | 0       | —      | —      | 37    | 2     |
| Aston Villa        | 2021–22           | Premier League                   | 36         | 1          | 1      | 0      | 0       | 0       | —      | —      | 37    | 1     |
| Aston Villa        | 2022–23           | Premier League                   | 35         | 1          | 0      | 0      | 2       | 0       | —      | —      | 37    | 1     |
| Aston Villa        | Total             | Total                            | 155        | 8          | 1      | 0      | 6       | 0       | 3      | 0      | 165   | 8     |
| Total de Carreira  | Total de Carreira | Total de Carreira                | 239        | 9          | 6      | 0      | 11      | 0       | 8      | 0      | 264   | 9     |

### Internacional
- Atualizado até partida disputada a 16 de junho de 2023.[54]

| Seleção    | Ano   | Jogos | Golos |
| ---------- | ----- | ----- | ----- |
| Inglaterra | 2019  | 2     | 0     |
| Inglaterra | 2020  | 5     | 0     |
| Inglaterra | 2021  | 9     | 1     |
| Inglaterra | 2022  | 1     | 1     |
| Inglaterra | 2023  | 1     | 0     |
| Total      | Total | 18    | 2     |

- Atualizado até partida disputada a 29 de março de 2022

| Nº | Data                   | Local                                                  | Nº Internacionalização | Adversário      | Placar | Resultado | Competição                       | Ref.   |
| -- | ---------------------- | ------------------------------------------------------ | ---------------------- | --------------- | ------ | --------- | -------------------------------- | ------ |
| 1  | 15 de novembro de 2021 | Estádio Olímpico de San Marino, Serravalle, San Marino | 16                     | San Marino      | 8–0    | 10–0      | Qualificação para o Mundial 2022 | [ 48 ] |
| 2  | 29 de março de 2022    | Estádio de Wembley, Londres, Inglaterra                | 17                     | Costa do Marfim | 3–0    | 3–0       | Amigável                         | [ 55 ] |

## Prémios
Aston Villa
- Play-offs do Championship: 2019[29]
- Finalista da Taça da Liga Inglesa: 2019–20[56]

Inglaterra
- Finalista do Campeonato Europeu de Futebol: 2020[57]

Individual
- Jogador do Mês do Championship: setembro de 2014[58]